# Jobless growth
Der Begriff jobless growth bzw. beschäftigungsfreies Wachstum (auch jobless recovery) bezeichnet die Erholung der Konjunktur ohne Beschäftigungszunahme, somit ein Wirtschaftswachstum oder eine wirtschaftliche Erholung von einer Rezession, die jedoch nicht ausreicht, Arbeitsplätze zu schaffen. Geprägt wurde der Begriff in den 1990er Jahren in den USA, um die ökonomische Situation am Ende der Amtsperiode des US-amerikanischen Präsidenten George H. W. Bush zu beschreiben.
Jeremy Rifkin vertrat in seinem Buch Das Ende der Arbeit 1995 die Auffassung, dass Rationalisierung, Automatisierung und Wirtschaftswachstum sogar zu einer Zunahme der Arbeitslosigkeit führen können. In einem Interview erklärte er: „Langfristig wird die Arbeit verschwinden. […] Wir sind mitten in einer Umwälzung, die die industrielle Revolution noch übertrifft. […] die Computer und Informationstechnik von heute machen immer mehr Menschen ganz überflüssig. Selbst die billigste menschliche Arbeitskraft ist teurer als die Maschine.“ Eine maßgebliche Entwicklung sieht Rifkin in der Digitalen Revolution. Weiter führte er aus: „In den 20 größten Volkswirtschaften der Erde sind zwischen 1995 und 2002 mehr als 30 Millionen Arbeitsplätze abgebaut worden. Wohin sie schauen, dasselbe Bild: Die Produktion steigt, die Produktivität steigt, aber die Arbeitsplätze nehmen ab.“  Unter dem Eindruck dieser Entkopplung von Beschäftigung und Konjunkturlage  befürwortete der Soziologe Claus Offe ein Bürgergeld/Grundeinkommen.
Der Zusammenhang zwischen Wirtschaftswachstum und Beschäftigungszunahme ist eine traditionelle Theorie in der Ökonomie, jedoch teilweise umstritten. Ralf Fücks schrieb 2013 in seinem Buch Intelligent wachsen – Die grüne Revolution: „Die oft kolportierte These vom »Jobless Growth« hält einer empirischen Überprüfung nicht stand. Der Zusammenhang von Wirtschaftswachstum und Beschäftigung ist nach wie vor intakt. Die Zahl der Erwerbstätigen in der Bundesrepublik hat im Herbst 2012 ein Allzeithoch erreicht. Entgegen dem verbreiteten Eindruck haben dabei die sozialversicherungspflichtigen Beschäftigungsverhältnisse stärker zugenommen als die »Minijobs«“.